# Yttrium
Yttrium (opkaldt efter Ytterby i Sverige) er det 39. grundstof i det periodiske system, og har det kemiske symbol Y: Under normale temperatur- og trykforhold optræder dette overgangsmetal som et sølvskinnende, blankt metal.

## Kemiske egenskaber
Yttrium har kemiske egenskaber der minder om lanthanidernes: Sammenhængende "klumper" af yttrium er relativt modstandsdygtigt overfor atmosfærisk luft, mens yttrium i spåner kan antændes ved temperaturer over 400 °C, og yttrium i form af findelt pulver er ustabilt i luft ved stuetemperatur.
I kemiske forbindelser optræder yttrium med oxidationstallet +3.

## Tekniske anvendelser
Yttrium indgår i de fosforescerende stoffer der bruges i billedrør til at danne rødt lys, samt i kapper til gaslamper, hvor det erstatter det let radioaktive thorium. Yttrium bruges som katalysator for polymerisering af ætylen til polyætylen; den mest anvendte form for plastic.
I legeringer med krom, molybdæn, titan og zirconium medvirker små mængder (1-2 promille) yttrium til at mindske materialets kornstørrelse. Yttrium bruges også i magnesium- og aluminium-legeringer, hvor det forbedrer materialets styrke.
Yttrium var den "hemmelige ingrediens" i det superledende materiale yttrium-barium-kobber-oxid, som blev udviklet på universitetet i Houston i USA: Dette materiale bliver superledende ved temperaturer over kvælstofs kogepunkt, og da kvælstof er billigere og lettere tilgængeligt, har yttrium-barium-kobber-oxid bragt superledning tættere på praktiske anvendelser.
Mikroskopiske kugler af isotopen yttrium-90 har vist sig at have lovende egenskaber der kan bruges til at bekæmpe visse former for kræft i leveren.

### Yttrium-granater
Flere andre yttrium-forbindelser har interessante egenskaber med praktiske anvendelsesmuligheder; visse typer yttrium-jern-granat er effektive mikrobølge-filtre, og andre er fremragende transducere for lyd. Andre granat-former med yttrium samt aluminium og gadolinium har interessante magnetiske egenskaber. Yttrium-aluminium-granat bruges som "kunstige diamanter", som lasermedie i infrarøde lasere, og sammen med cerium som fosforescerende materiale i hvide lysdioder.

## Historie
Yttrium blev opdaget i 1794 af den finske kemiker, fysiker og mineralog Johan Gadolin, og i 1828 isolerede Friedrich Wöhler metallisk yttrium fra mineralet yttria (Y2O3), om end i en ikke videre ren form.
I 1843 påviste den store svenske kemiker Carl Mosander, at yttria består af oxider ("jordarter") af tre forskellige grundstoffer. Navnet "yttria" blev tildelt det mest basiske af de tre oxider, mens de andre fik navnene erbia (erbium-oxid) og terbia (terbium-oxid).
I nærheden af den svenske by Ytterby findes et stenbrud (Ytterby grube) der rummer en række usædvanlige mineraler der indeholder sjældne jordarter: Grundstofferne yttrium samt erbium, terbium og ytterbium er alle opkaldt efter Ytterby.

## Forekomst og udvinding
Yttrium findes i uran-holdige malme, og er "med" i næsten alle mineraler der indeholder sjældne jordarter. Det forekommer aldrig i fri, metallisk form i naturen, men altid i kemiske forbindelser med andre stoffer. De prøver af klippemateriale som astronauterne på Apollo-rumflyvningerne medbragte fra Månen har et relativt højt indhold af yttrium.
Kommerciel udvinding af yttrium tager udgangspunkt i mineralerne monasit eller bastnasit: Råstoffet omdannes først til et fluorid, som derefter reduceres med metallisk calcium, om end der også findes andre teknikker. Slutproduktet er et mørkegråt pulver af metallisk yttrium. Yttrium er svært at udskille i ren form fra andre sjældne jordarter.

## Isotoper
Naturligt forekommende yttrium består af én enkelt stabil isotop; yttrium-89, og dertil kender man 26 radioaktive yttrium-isotoper, hvoraf yttrium-88 med en halveringstid på 106,65 dage, og yttrium-91 med halveringstiden 58,51 dage, er de mest stabile. De øvrige isotoper har halveringstider fra få dage og nedefter.